# Volkameria acerbiana
Volkameria acerbiana là một loài thực vật có hoa trong họ Hoa môi. Loài này được (Vis.) Benth. ex B.D.Jacks. mô tả khoa học đầu tiên năm 1893.